# Provincia de Nongbua Lamphu
Nongbua Lamphu o Nong Bua Lamphu (en tailandés: หนองบัวลำภู) es una de las provincias de Tailandia, en la zona nordeste del país, que limita, en el sentido de las agujas del reloj, con las provincias de Udon Thani, Khon Kaen y Loei y se sitúa en el corazón de la meseta de Khorat.

## Historia
Nongbua Lamphu había sido un territorio tradicionalmente entregado como regalo de la corona del príncipe de Lang Xang en reconocimiento a servicios prestados. Chao Anou nombró al primer gobernador de la zona, Phagna Narin, en 1827. La provincia fue el lugar en donde el Rey de Siam, Naresuam, llegó en el siglo XVI para reclutar tropas para enfrentarse a las tropas birmanas y conocer los resultados de la guerra entre Laos y Birmania en la región de Vientiane, y en la que la primera tenía un importante baluarte.
La provincia eran en su origen 5 distritos (amphoe) integrados en la provincia de Udon Thani. En 1993 Udon Thani se descentralizó y Nongbua Lamphu alcanzó su calificación como provincia. Es una de las tres provincias de más reciente creación en Tailandia, junto con Amat Charoen y Sa Kaeo.

## Símbolos
El emblema provincial muestra al rey Naresuan en su santuario. Este santuario fue construido para conmemorar la visita del rey Naresuan a la ciudad de Nongbua Lamphu en 1574 cuando estaba reclutando tropas para luchar contra el reino birmano de Taungoo. Detrás del santuario se encuentra un estanque con flores de loto (Nymphaea lotus), que es la flor provincial. El árbol provincial es la Dalbergia cochinchinensis.

## División administrativa
La provincia se divide en 6 distritos (Amphoe) que se dividen a su vez en 59 comunas (tambon) y 636 aldeas (muban).
| 1. Mueang Nongbua Lamphu 2. Na Klang 3. Non Sang | 1. Si Bun Rueang 2. Suwannakhuha 3. Na Wang |

|                         |                            | Nordeste: Udon Thani (provincia) |
| Oeste: Loei (provincia) |                            |                                  |
|                         | Sur: Khon Kaen (provincia) |                                  |